# شهرستان بورگن
شهرستان بورگن (به لاتین: Borgne Arrondissement) یک منطقهٔ مسکونی در هائیتی است که در شهرستان شمالی واقع شده‌است. شهرستان بورگن ۳۲۷٫۲۸ کیلومتر مربع مساحت و ۱۱۶٬۸۰۰ نفر جمعیت دارد.